# Diaphorus
Diaphorus is een vliegengeslacht uit de familie van de slankpootvliegen (Dolichopodidae).

## Soorten
- D. africus Parent, 1924
- D. aldrichi Van Duzee, 1915
- D. alienus Van Duzee, 1915
- D. argentifacies Van Duzee, 1932
- D. australis Van Duzee, 1915
- D. bakeri Robinson, 1967
- D. basalis Van Duzee, 1915
- D. bezzii Parent, 1925
- D. brevinervis Van Duzee, 1924
- D. californicus Van Duzee, 1917
- D. canus Robinson, 1964
- D. consanguineus Harmston and Knowlton, 1963
- D. deliquescens Loew, 1871
- D. disjunctus Loew, 1857
- D. exunguiculatus Parent, 1925
- D. funeralis Parent, 1929
- D. fuscus Van Duzee, 1921
- D. genuinus Parent, 1927
- D. gibbosus Van Duzee, 1915
- D. graecus Parent, 1932
- D. gredleri Mik, 1881
- D. halteralis Loew, 1869
- D. hirsutus Van Duzee, 1921
- D. hoffmannseggi Meigen, 1830
- D. inornatus Van Duzee, 1917
- D. intermedius Robinson, 1964
- D. iowensis Robinson, 1964
- D. jacobsi Parent, 1922
- D. junctus Van Duzee, 1917
- D. laffooni Robinson, 1964
- D. lamellatus Loew, 1864
- D. latifacies Van Duzee, 1932
- D. lautus Loew, 1869
- D. leucostoma Loew, 1861
- D. longilamellus Harmston, 1971
- D. lugubris Loew, 1857
- D. merlimontensis Parent, 1922
- D. mundus Loew, 1861

- D. nigricans Meigen, 1824
- D. nitidulus Parent, 1927
- D. nudus Van Duzee, 1917
- D. occidentalis Van Duzee, 1915
- D. oculatus (Fallen, 1823)
- D. oldenbergi Parent, 1925
- D. parmatus Van Duzee, 1915
- D. pseudopacus Robinson, 1964
- D. quadratus Van Duzee, 1915
- D. remulus Van Duzee, 1915
- D. repandus Van Duzee, 1915
- D. similis Van Duzee, 1915
- D. slossonae Van Duzee, 1932
- D. snowii Van Duzee, 1917
- D. sodalis Loew, 1861
- D. sparsus Van Duzee, 1917
- D. spectabilis Loew, 1861
- D. spinitalus Van Duzee, 1923
- D. texanus Van Duzee, 1932
- D. triangulatus Van Duzee, 1915
- D. trivittatus Van Duzee, 1915
- D. unguiculatus Parent, 1925
- D. usitatus Van Duzee, 1915
- D. vanduzeei Robinson, 1964
- D. variabilis Van Duzee, 1915
- D. versicolor Van Duzee, 1932
- D. vitripennis Loew, 1859
- D. vulsus Van Duzee, 1917
- D. winthemi Meigen, 1824